# Ресфелд
Ресфелд (њем. Raesfeld) општина је у њемачкој савезној држави Северна Рајна-Вестфалија. Једно је од 17 општинских средишта округа Боркен. Према процјени из 2010. у општини је живјело 11.000 становника. Посједује регионалну шифру (AGS) 5554040.

## Географски и демографски подаци
Ресфелд се налази у савезној држави Северна Рајна-Вестфалија у округу Боркен. Општина се налази на надморској висини од 59 метара. Површина општине износи 57,8 km². У самом мјесту је, према процјени из 2010. године, живјело 11.000 становника. Просјечна густина становништва износи 190 становника/km².

## Међународна сарадња
| Мјесто | Држава    | Врста сарадње | Од    |
| ------ | --------- | ------------- | ----- |
|        | Пољска    | партнерство   | 2005. |
| Вел    | Холандија | партнерство   | 1986. |
| Извор  |           |               |       |